# Ensemble (film)
Pour les articles homonymes, voir Ensemble (homonymie).
Pour plus de détails, voir Fiche technique et Distribution.
Ensemble est un court métrage français réalisé par le réalisateur franco-marocain Mohamed Fekrane, sorti en 2010,,.

## Synopsis
En juillet 1942, la France met en œuvre des rafles à l'encontre des Juifs. Un enfant prend la fuite en pleine nuit, il trouve refuge à la Grande Mosquée de Paris. Les SS qui dirigent l'opération se mettent à traquer les fuyards. Ils découvrent alors un réseau d'entraide mis en place à la Grande Mosquée de Paris où des Musulmans aident les Juifs à se dissimuler en faisant passer pour Musulmans avant d'être exfiltrés de la zone occupée par les Allemands,.
L'histoire s'inspire de la vie de l'imam Si Kaddour Benghabrit, fondateur de la de la Grande Mosquée de Paris, interprété dans le film par Habib Kadi. Pendant l'Occupation, avec Abdelkader Mesli, il s'engage dans la résistance et protège de nombreux Juifs, dont le chanteur Salim Halali, en leur faisant octroyer par le personnel administratif de la mosquée des certificats d'identité musulmane, qui leur permirent d’échapper à l'arrestation et à la déportation. Il sera fait Grand-Croix de la Légion d’honneur (1939) et titulaire de la Médaille de la Résistance Française (1947).

## Fiche technique
- Titre original : Ensemble
- Réalisation : Mohamed Fekrane
- Scénario : Jamal Bourihai
- Photographie : Victor Dupuis, Jean-Louis Autret, Lamine Diakité
- Son : Olivier Roux
- Montage : Wadi Laadam
- Musique : Nemorin Mickenson
- Décors : Mark-r Claudio Benedetto
- Make-up : Jennifer Astier
- Production exécutive : Alexandre Saidi
- Sociétés de production : Emotion Film Factory et le CNC
- Pays d’origine :  France
- Langue originale : français
- Format : couleur - HDCam - 35 mm
- Genre : drame
- Durée : 17 minutes
- Date de sortie : 2010

## Distribution

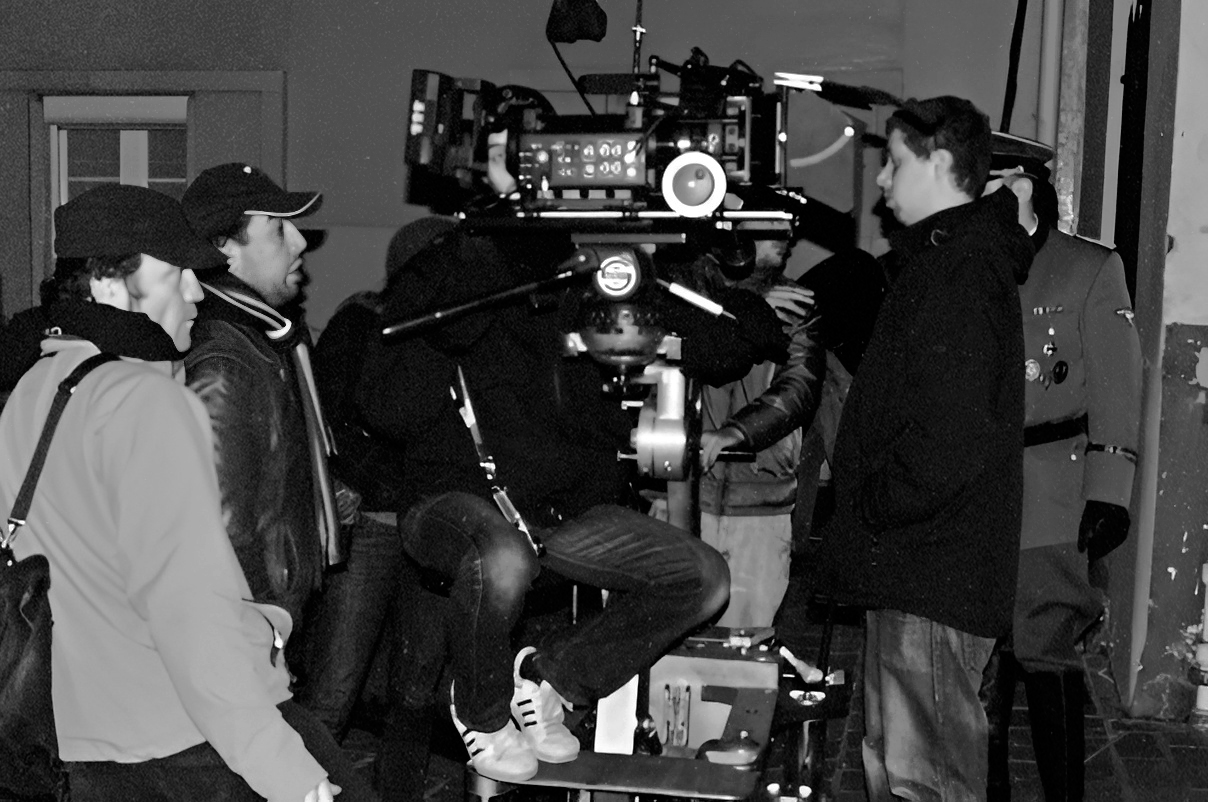
Mohamed Fekrane pendant le tournage du court-métrage Ensemble (2009)

- Habib Kadi : Si Kaddour Benghabrit
- Tony Baillargeat : Karl (S.S)
- Arsène Mosca :  Farid
- Clémence Thioly : Rachel
- Erwan Beaucher : Isaac
- Léo Ouadfel : Aaron
- Jacques Guillet : Frantz (S.S)
- Stéphane Mercier : Soldat SS
- Christophe Kourdouly : Dr Moshe

## Distinctions
- Festival Cinéfranco de Toronto 2014 : Sélection officielle
- WorldFest Houston Festival 2013 : Platinum Remi Award Best Cinematography Short Film[10].
- Ionian International Digital Film Festival 2012 : Honorable Mention for Short Film.
- Festival AMAL Euro-Arab Film Festival 2012 : Best Fiction Short-Film
- Palm Beach International Film Festival 2012 : Sélection officielle
- Festival Banlieuz'Art 2011 : Vainqueur[11],[12],[13]
- Agadir Film Festival 2011 : Sélection officielle[14]
- Festival du Court Métrage Méditerranéen de Tanger 2011 : Sélection officielle[15]
- Festival International de Mar del Plata 2010 : Sélection officielle[10]